# SriLankan Airlines
SriLankan Airlines är den nationella flygbolaget för Sri Lanka. Flygbolaget ersatte 1978 Air Ceylon som det nationella flygbolaget under namnet AirLanka men bytte år 2002 till det nuvarande namnet. SriLankan Airlines har sitt nav vid Bandaranaike International Airport utanför Sri Lankas huvudstad Colombo. Flygbolaget har av SkyTrax ansetts som ett av centrala Asiens bästa flygbolag.
2002 blev bolaget utnämnt till, "Worlds friendliest cabin crew", av Skytrax. 
Koder:
- IATA: UL
- ICAO: ALK
- "Callsign": Sri Lankan

## Destinationer
Utöver nedanstående destinationer som flygbolaget själv flyger på har SriLankan Airlines ett samarbete med Emirates och vissa av Emirates flygningar (bl.a. mellan Colombo och Australien) har flightnummer även från SriLankan Airlines.

### Asien

#### Sydasien
- Indien
  - Bangalore (HAL Airport)
  - Chennai (Chennais internationella flygplats)
  - Delhi (Indira Gandhis internationella flygplats)
  - Hyderabad (Begumpet Airport)
  - Kochi (Cochin International Airport)
  - Kozhikode (Calicut International Airport)
  - Bombay (Chhatrapati Shivajis internationella flygplats)
  - Tiruchirapalli
  - Thiruvananthapuram (Trivandrum International Airport)
  - Goa (Dabolim Airport)

- Maldiverna
  - Malé (Male International Airport)

- Pakistan
  - Karachi (Quaid-e-Azam International Airport)

- Sri Lanka
  - Colombo (Bandaranaike International Airport) SriLankan Airlines Nav

#### Sydostasien
- Malaysia
  - Kuala Lumpur (Kuala Lumpurs internationella flygplats)

- Singapore
  - Singapore (Singapore Changi Airport)

- Thailand
  - Bangkok (Don Mueang internationella flygplats)

#### Östasien
- Kina
  - Peking (Pekings internationella flygplats)
  - Hongkong (Hongkongs internationella flygplats)

- Japan
  - Tokyo (Naritas internationella flygplats)

### Europa
- Frankrike
  - Paris (Paris-Charles de Gaulle flygplats)

- Tyskland
  - Frankfurt (Frankfurt Mains flygplats)

- Storbritannien
  - London (London-Heathrow flygplats)

- Ryssland
  - Moskva (Domodedovos internationella flygplats)
- Schweiz
  - Zürich
- Italien
  - Milano

### Mellanöstern
- Bahrain
  - Manama (Bahrains internationella flygplats)

- Kuwait
  - Kuwait City (Kuwait International Airport)

- Oman
  - Muscat (Seeb International Airport)

- Qatar
  - Doha (Dohas internationella flygplats)

- Saudiarabien
  - Dammam (King Fahd International Airport)
  - Riyadh (King Khalid International Airport)

- Förenade arabemiraten
  - Abu Dhabi (Abu Dhabi International Airport)
  - Dubai (Dubai International Airport)

## Flotta

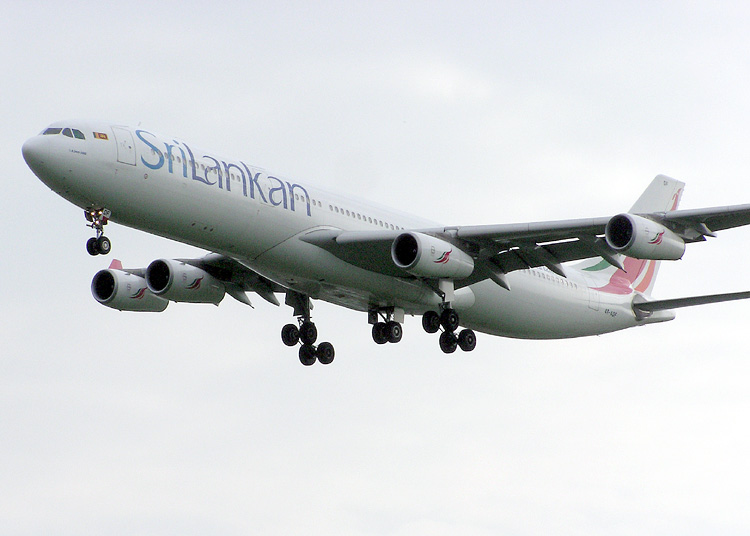
SriLankan Airlines Airbus A340-300.

SriLankan Airlines har en ung flotta (flygbolaget var först i Asien att beställa Airbus A340). Föryngringen har bl.a. skett som ett led i samarbetet mellan SriLankan Airlines och Emirates. 

### Nuvarande flotta
SriLankan Airlines använder endast flygplan från Airbus:
- 5 Airbus A320-200
- 4 Airbus A330-200
- 5 Airbus A340-300

### Tidigare flotta
Flygplan som tidigare varit i tjänst hos AirLanka/SriLankan Airlines inkluderar:
- 8 Boeing 737
- 2 Boeing 747
- 3 Lockheed L1011TriStar

(Källa: Airfleets.net.)

## Olyckor
Fem av de sex flygplan som förolyckats och samtliga av de rapporterade dödsfallen hos SriLankan Airlines passagerare och anställda har skett till följd av inbördeskonflikten i Sri Lanka. Under de 23 år som konflikten har pågåtts har dock bara en attack riktats mot den civila flygtrafiken, och säkerheten i samband med SriLankan Airlines flygningar är rigorös.

### År 1986
Den 3 maj 1986 exploderade en bomb som placerats i den s.k. fl-away kit som fanns ombord på en AirLanka L-1011 TriStar 4R-ULD (City of Colombo) som var parkerad vid Bandaranaike International Airport. När explosionen inträffade var flygplanets passagerare på väg ombord för en flygning till Malé på Maldiverna. 14 av 128 passagerare omkom och flygplanet förstördes helt. ()

### År 1992
Vid en landning med en AirLanka Boeing 737-200 4R-ULL på flygplatsen utanför Madras (numera Chennais internationella flygplats) i Indien gick höger huvudlandningsställ av och höger motor kom i kontakt med landningsbanan. Flygplanet drog till höger och kom till slut att stanna på gräset till höger om landningsbanan. Den högra motorn fattade eld vilket kunde släckas, och de 104 passagerarna och 12 i besättningen kunde evakueras ur flygplanet på den vänstra sidan. Olyckan orsakades troligtvis på grund av korrosion som försvagade strukturen kopplat med hög belastning på landningsstället vid tillfället för olyckan. ()

### År 2001
Omkring klockan 03:30 på morgonen den 24 juli 2001 genomförde LTTE, de tamilska tigrarna en terroristattack mot den militära flygbasen Katunayake, som ligger i anslutning till Bandaranaike International Airport. Totalt 19 människor, varav 14 tamilska tigrar, två kommandosoldater ur Sri Lankas armé och tre personer ur Sri Lankas flygvapen, omkom vid självmordsattacken mot flygbasen. De angripare som överlevde attacken tog sig över till den civila flygplatsen, där de sköt med bland annat granatgevär mot tomma flygplan som stod uppställda på landningsbanan. Två Airbus A320, två Airbus A330 och två Airbus A340 skadades eller förstördes. Inga flygpassagerare eller flygbolagsanställda miste livet. Följande flygplan förstördes helt eller skadades:
- Airbus A320 4R-ABA (helt förstörd)
- Airbus A320 4R-ABB (skadad)
- Airbus A330 4R-ALE (helt förstörd)
- Airbus A330 4R-ALF (helt förstörd)
- Airbus A340 4R-ADD (helt förstörd)
- Airbus A340 4R-ADC (skadad)

(Källa: ASN Aviation Safety Network .)

## Ägarstruktur
Emirates äger 43,6 % av aktierna i SriLankan Airlines, vilket är Emirates enda innehav av aktier i ett annat flygbolag. ()